# リリスモン
リリスモンはデジタルモンスターシリーズに登場する架空の生命体・デジタルモンスターの一種。英名はLaylamon（レイラモン）。由来は英語やアラビア語で使われる女性名「Layla（レイラ）」から。

## 概要
『デジモンペンデュラムプログレス』で初登場。名前の由来は妖怪や悪魔として神話や伝承に登場するリリスから。初めて七大魔王の存在と所属が示されたデジモンでもある。七つの大罪の色欲を司るとされているが、そもそも性別が存在しないデジモンに通じる色欲とは何なのかは不明である。
容貌はデジモンにしては珍しくほとんど人間の女性の素顔そのもので、デザイン上最も人間に近い部類と言える。

## 種族としてのリリスモン
七大魔王の一体で七つの大罪の色欲を司る。元はオファニモンと同じく高位の天使型デジモンであったが、堕天して「暗黒の女神」と称される魔王型デジモンになったとされる。悪なる者には寛大であるが、善に対しては冷酷非道な施しを与えるという。右腕の魔爪“ナザルネイル”は触れるもの全てを腐食させ、口からの吐息はデジモンのデータを末端から抹消し、死してなおそのデジモンに苦痛を与え続ける。
X進化を経た形態では美への執念により美しく妖艶な姿となり、見た者を完全な虜にした挙げ句に自らの操り人形へと変えてしまう。蝶のような翼に浮かぶ“色欲の冠”の力により広範囲のデジモンを操ることが可能であり、そして傀儡とされたデジモンは限界以上の力を引き出された末に死に至る。

### 基本データ
- 世代/究極体
- タイプ/魔王型
- 属性/ウィルス
- 勢力/七大魔王
- 異名/暗黒の女神
- 必殺技/ファントムペイン、エンプレス・エンブレイズ（漫画『デジモンクロスウォーズ』のみ）、セブンス・ファシネイト（X抗体）
- 得意技/ナザルネイル

### 技能
得意技
ナザルネイル
右手に装備する金色の魔爪。触れるもの全てを腐食させる。
必殺技
ファントムペイン
暗黒の吐息で相手の体を蝕み、呪い殺す必殺技。この技を受ければ体の末端からデータが消失し、死してなお、その痛みに苦しむといわれている。
エンプレス・エンブレイズ
漫画『デジモンクロスウォーズ』オリジナル。第7話、第16話で使用。強力なエネルギーによって魔物を召喚して攻撃する。
セブンス・ファシネイト
X抗体時に使用。色欲の冠から力を引き出し広範囲にわたり他者を操る。人形と化したデジモンは力を限界以上に引き出され、操ったのちに死へと至る。

### 亜種・関連種・その他
- オファニモン

## 登場人物としてのリリスモン
- デジモンセイバーズ アナザーミッション - 声優は甲斐田ゆき。ヒロインの由麻を捕らえており、大たちと戦う。
- デジモンクロスウォーズ（アニメ版および漫画版） - アニメ版での声優は桑島法子（日本語版）、シンディ・ロビンソン（英語版）。バグラ帝国軍の幹部・三元士の一人として登場。
- デジモンゴーストゲーム - アニメ版での声優は園崎未恵。ケルベロモンの上司として登場。